# Olchowka (rejon chomutowski)
Olchowka (ros. Ольховка) – wieś (ros. село, trb. sieło) w zachodniej Rosji, centrum administracyjne sielsowietu olchowskiego w rejonie chomutowskim obwodu kurskiego.

## Geografia
Miejscowość położona jest nad rzeką Olszaniec, 10 km od centrum administracyjnego rejonu (Chomutowka), 110 km od Kurska.
W granicach miejscowości znajdują się ulice: Zariecznaja, Ługowaja, Priedtieczenskaja, Chutorskaja, Centralnaja, Szkolnaja.

## Demografia
W 2010 r. miejscowość zamieszkiwały 423 osoby.

## Atrakcje
- Cerkiew św. Jana Chrzciciela (1870)[2]